# Bori (keresztnév)
A Bori női név a Borbála becenevéből önállósodott.

## Rokon nevek
Barbara, Babita, Bara, Barbarella, Biri, Bora, Borcsa, Borbála, Boris, Boriska, Borka, Boróka, Varínia

## Gyakorisága
Az újszülötteknek adott nevek körében az 1990-es években szórványosan fordult elő. A 2000-es és a 2010-es években sem szerepelt a 100 leggyakrabban adott női név között.
A teljes népességre vonatkozóan a Bori sem a 2000-es, sem a 2010-es években nem szerepelt a 100 leggyakrabban viselt női név között.

## Névnapok
- december 4.[2]

## Híres Borik
- Péterfi Bori énekesnő, színésznő

### Egyéb Borik
- Bori, Vágbori községek Szlovákiában
- bugyibori borcsa, egy tréfás lakodalmi játék[6]
- hánábori, a züllött, erkölcstelen lány neve[6]
- bugybori, a túlságosan felöltözött lány neve[6]